# Восход Синего Жука!
«Восход Синего Жука!» (англ. The Rise of the Blue Beetle!) — первый эпизод американского мультсериала «Бэтмен: Отважный и смелый».

## Сюжет
Бэтмен и Зелёная Стрела сражаются с Королём Часов, за чем по телевизору наблюдает тинейджер Хайме Рейес, который стал новым Синим Жуком. Однако он не уверен, что сможет быть супергероем, хотя бы потому, что ещё не до конца научился контролировать свои способности. Бэтмен решает взять юного супергероя под своё крыло и просит Синего Жука помочь ему остановить метеор. Однако миссия останавливается, когда скарабей Синего Жука создаёт червоточину, которая отправляет двух героев на отдалённую планету. Её населяют разумные одноклеточные пришельцы Гибблы, на которых постоянно нападает межгалактический пират Канджара Ро, использующий их тела для топлива. Пришельцы ошибочно думают, что Синий Жук — тот же самый инопланетянин со скарабеем, который когда-то был их спасителем. Бэтмен догадывается, что он был убит. Синий Жук не уверен, что сможет спасти народ пришельцев, но решает попробовать, когда чувствует их надежду на него. Бэтмен говорит Синему Жуку произнести речь, чтобы побудить пришельцев помочь ему и Бэтмену сразиться с Канджаром Ро. Канджар Ро тем временем высасывает энергию из Гибблов, чтобы приводить в действие свои корабли для рейдов в квадранте Медра. Бэтмен, Синий Жук и армия Гибблов атакуют его; Синий Жук получает опыт в управлении костюмом. Он спасает Бэтмена от Канджара Ро, затем сражается с ним и побеждает злодея. Но когда Ро возвращается во второй раз, он использует свой Гамма-гонг, который звуковыми волнами уничтожает костюм Синего Жука. Так злодей одолел первого носителя. Он справляется с героями. Ро привязывает Бэтмена и нескольких Гибблов к спутнику, плавающему в космосе с похожими на рыб космическими монстрами, которые собираются их съесть, но Тёмный Рыцарь подключает один из кабелей спутника к корпусу корабля. Гиббл заряжает его энергией, чтобы убить одного из монстров и отпугнуть других. Тем временем Ро связал Синего Жука и теперь использует Гонг, чтобы найти правильную частоту для снятия Скарабея. Когда прибывает Бэтмен, Ро ударяет в Гонг, и скарабей спадает с Хайме. Ро прикрепляет его к своему позвоночнику и сражается с Бэтменом. Тем временем, Хайме хитроумным способом выбирается из оков и помогает Бэтмену, используя Гонг, чтобы снять скарабея с Ро. Злодей побеждён. Пришельцы благодарят Бэтмена за помощь Синему Жуку в их спасении. Вернувшись на Землю через червоточину, они обнаруживают, что она вернула их не только в точное место, но и в точное время после того, как они прошли через неё в первый раз. Это даёт им достаточно времени, чтобы завершить миссию с метеором. Бэтмен убеждается в готовности Синего Жука быть героем, и они направляются к метеору.

## Роли озвучивали
- Дидрих Бадер — Бэтмен
- Уилл Фридел — Хайме Рейес (Синий Жук)
- Джеймс Арнольд Тэйлор — Зелёная Стрела
- Марк Уорден — Канджар Ро

## Отзывы
Дэн Филлипс из IGN поставил эпизоду оценку 7,5 из 10 и написал, что «на протяжении всего приключения сценаристы мультсериала весело играют с динамикой учителя и ученика Бэтмена и Жука соответственно, также выжимая немало юмора из того, что одноклеточные пришельцы думают, что молодой герой — их спаситель, а Бэтмен лишь его приятель». Скотту Саммерсу из Toonzone понравился сюжет эпизода. Роб М. Уорли из Mania похвалил экшн и сюжетные повороты в эпизоде.